# Exalbidion sexmaculatum
Exalbidion sexmaculatum är en spindelart som först beskrevs av Eugen von Keyserling 1884.  Exalbidion sexmaculatum ingår i släktet Exalbidion och familjen klotspindlar. Inga underarter finns listade i Catalogue of Life.